# Groot-Bijgaarden (tramhalte)
Groot-Bijgaarden is een tramhalte van de Brusselse vervoersmaatschappij MIVB, gelegen in de deelgemeente Groot-Bijgaarden in het Vlaams Gewest. Sinds 6 juli 2024 wordt de halte bediend door tramlijn 9 waarvan de halte de westelijke terminus is, en niet meer door lijn 19 die voordien altijd deze halte had bediend.

## Geschiedenis
De tramhalte werd voor het eerst gebruikt op 4 augustus 1977, de dag dat de terminus van MIVB tramlijn 19 verplaatst werd van het station van Groot-Bijgaarden naar deze halte. In plaats van een eindhalte in T-vorm ter hoogte van het station van Groot-Bijgaarden, reed de tram voortaan een lus via de Brusselstraat, de Guido Gezellestraat en de Robert Dansaertlaan.
Er waren plannen om deze tramlijn vanuit Brussel naar Ninove te vervolledigen, maar dit zal zeker niet voor 2025 gerealiseerd worden. Het zou ook een sneltram van De Lijn worden vanaf het Noordstation en niet een verlenging van het MIVB-traject van tramlijn 19.
Van halfweg 1999 to eind 2000 werd de halte niet bediend omwille van wegenwerken in Sint-Agatha-Berchem. Om dat te vieren werden de eerste ritten eenmalig met 2 antieke tramstellen uitgevoerd. In die periode werd het laatste gedeelte van de rit vervangen door een bus. De reizigers waren niet te spreken over de tijdelijke vervanghalte van deze bus.
In 2005 werd aangekondigd dat de MIVB plannen had om de halte te vernieuwen naar aanleiding van het succes van toen opgestarte tramlijn 19. De vernieuwingswerken gingen van start in augustus 2006 en werden afgerond in het jaar 2007 na een samenwerkingsakkoord tussen de MIVB en de gemeente Dilbeek.  De gemeente vernieuwde de rijweg van de Guido Gezellestraat, knapte de fietsenstalling op en legde een parkeerterrein aan. Het schuilhuisje op de eindhalte is van de hand van de Antwerpse topdesigner Axel Enthoven. De bushalte van De Lijn werd verplaatst naar het eindpunt van MIVB-tramlijn 19, wat zorgt voor een vlotte overstap.
Sinds de opening van het winkelcentrum Dansaert Park in 2015 steeg het klantenaandeel aan deze halte aanzienlijk.
In de loop van 2021 wordt de eindlus afgeschaft en zal de tram vanaf het kruispunt van de Brusselse Steenweg met de Robert Dansaertlaan rechtstreeks naar het eindpunt Groot-Bijgaarden rijden via deze laatste laan. De haltes Groot-Bijgaarden Station en Bayens worden afgeschaft, reizigers dienen vanaf 18 oktober 2021 op te stappen aan Groot-Bijgaarden.

## Situering
De tramhalte ligt in de deelgemeente Groot-Bijgaarden nabij het spoorwegstation. Er is rechtstreekse toegang tot het winkelcentrum Dansaert Park en aansluiting met de bushalte Gezellestraat, waar de buslijnen 355 (Liedekerke Station - Brussel-Noord) en 572 (Halle Station - Zellik Dorp) stoppen. Buslijn 572 rijdt echter niet frequent.